# Vogal posterior semifechada arredondada
A vogal posterior semifechada arredondada é um tipo de som vocálico usado em algumas línguas, o símbolo usado no Alfabeto Fonético Internacional para representar este som é ⟨o⟩. É representada no X-SAMPA também como ⟨o⟩.
Esta vogal é conhecida pelos falantes de português como "o fechado", a primeira vogal da palavra "dois".

## Características
- É uma vogal semifechada porque a língua é posicionada entre uma vogal fechada e uma vogal média.
- É uma vogal posterior porque a língua é posta o mais atrás possível na boca sem criar uma constrição que a classificaria como uma consoante.
- É uma vogal arredondada porque os lábios são arredondados e a sua superfície interior, exposta.

## Ocorrências
| Idioma      | Palavra     | AFI       | Significado | Notas                                                    |
| ----------- | ----------- | --------- | ----------- | -------------------------------------------------------- |
| Alemão      | oder        | [ˈoːdɐ] ] | ou          | Ver fonologia do alemão                                  |
| Árabe       | بؤ          | [boʔ]     | boca        | Árabe egípcio.                                           |
| Catalão     | sóc         | [ˈsok]    | sou         |                                                          |
| Coreano     | 보수 (bosu) | [ˈpoːsu]  | salário     |                                                          |
| Dinamarquês | kone        | [ˈkʰoːnə] | esposa      |                                                          |
| Esperanto   | mondo       | [ˈmondo]  | 'mundo'     | Ver Ortografia do esperanto                              |
| Francês     | réseau      | [ʁeˈzo]   | rede        | Ver fonologia do francês.                                |
| Holandês    | kool        | [koːɫ]    | repolho     | Também pronunciado como [oʊ] na Holanda.                 |
| Italiano    | foro        | [ˈfoːro]  | furo        |                                                          |
| Norueguês   | lov         | [loːʋ]    | lei         |                                                          |
| Polaco      | jojo        | [ˈjojɔ] ] | ioiô        | Alófono de /ɔ/ entre consoantes palatais ou palatizadas. |
| Português   | dois        | ['dojs]   | dois        | Ver fonologia do português.                              |
| Sueco       | åka         | [ˈoːka]   | viagem      |                                                          |
| Tcheco      | oko         | [ˈoko]    | olho        |                                                          |
| Toki Pona   | pona        | [ˈpona]   | 'bondade'   | Ver Toki Pona                                            |
| Vietnamita  | tô          | [toː]     | tigela      |                                                          |